# Saint-Marcel-en-Marcillat
Saint-Marcel-en-Marcillat è un comune francese di 152 abitanti situato nel dipartimento dell'Allier della regione dell'Alvernia-Rodano-Alpi.

## Società

### Evoluzione demografica
Abitanti censiti